# Bandiera dell'Isola del Principe Edoardo
La bandiera dell'Isola del Principe Edoardo deriva dal proprio stemma.
I tre lati lontani dall'asta sono bordati da strisce bianche e rosse.
Dall'alto verso il basso per il primo terzo la bandiera raffigura un leone araldico dorato su sfondo rosso che appare negli stemmi sia del principe Edoardo Augusto di Hannover (a cui l'isola deve il suo nome) che del re Edoardo VII del Regno Unito. 
Nella parte inferiore per i restanti due terzi è raffigurata un'isola con tre piccole querce sulla sinistra che simboleggiano le tre contee dell'Isola del Principe Edoardo (Prince, Queens e Kings) sotto la protezione della quercia più grande sulla destra che rappresenta il Regno Unito. Questo simbolismo è riflesso anche nel motto della provincia, Parva sub ingenti (i piccoli sotto la protezione del grande).

## Bandiere storiche

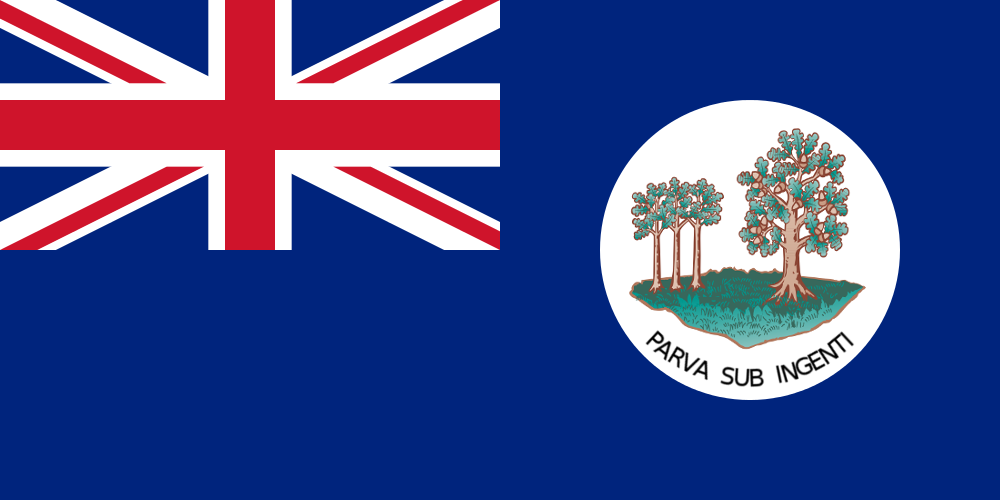
Blue ensign (1905-1964)